# Gordon Sim
Gordon Sim é um decorador de arte estadunidense. Venceu o Oscar de melhor direção de arte na edição de 2003 por Chicago, ao lado de John Myhre.